# Донн, Джеймс
Джеймс Донн (англ. James Donn, 1758 — 14 июня 1813) — британский ботаник.  

## Биография
Джеймс Донн родился в 1758 году.
Донн работал в Королевских ботанических садах Кью под руководством Уильяма Айтона (1731—1793). Позже он стал куратором Ботанического сада Кембриджа (Cambridge University Botanic Gardens) и занимал эту должность вплоть до своей смерти. В 1795 году Донн был сотрудником Лондонского Линнеевского общества, а в 1812 году стал его членом. Наиболее важной работой Джеймса была Hortus Cantabrigensis, впервые опубликованная в Кембридже в 1796 году, а затем переизданная в расширенном виде.
Джеймс Донн умер 14 июня 1813 года.

## Научная деятельность
Джеймс Донн специализировался на семенных растениях. Он описал более 140 видов растений, большинство из которых были описаны впервые.

## Научные работы
- Hortus Cantabrigensis, 1796.